# Donau-Isar-Hügelland
Das Donau-Isar-Hügelland (umgangssprachlich – nach der Großregion – Tertiäres Hügelland oder schlicht Hügelland genannt) ist eine Landschaft zwischen Donau, Isar und Lech. Es ist als naturräumliche Haupteinheit 6200 im Unterbayerischen Hügelland klassifiziert.

## Geographie
Das Donau-Isar-Hügelland grenzt im Westen an den Lech und das Altbayerische Donaumoos. Im Norden ist es in etwa von der Donau und dem Gäuboden begrenzt. Im Osten stößt es entlang der Isar an das Isar-Inn-Hügelland. Im Süden geht es in die Münchner Schotterebene, das Dachauer und Erdinger Moos und das Fürstenfeldbrucker Hügelland über.
Das Gebiet des Donau-Isar-Hügellandes erstreckt sich über die Landkreise Aichach-Friedberg, Dachau, Dingolfing-Landau, Freising, Kelheim, Landshut, Neuburg-Schrobenhausen, Pfaffenhofen, Regensburg und Straubing-Bogen. Besonders bekannt ist die Hallertau mit ihrem Hopfenanbau, die eine große Teilregion des Donau-Isar-Hügellandes darstellt.
Die Fläche beträgt 3.955 km². Das Hügelland steigt vom Gäuboden bei rund 350 m ü. NN bis zum Lechtal bei ungefähr 550 m ü. NN kontinuierlich an. Die wichtigsten Flüsse der Region sind Abens, Amper, Glonn, Ilm, Große und Kleine Laber und Paar.